# 코미디언 (미술품)
코미디언(Comedian)은 이탈리아의 예술가 마우리치오 카텔란의 2019년 작품이다. 3개의 에디션(2개의 작가 에디션 포함)으로 제작되었으며, 신선한 바나나를 덕트 테이프로 벽에 붙인 형태로 나타난다. 개념 미술 작품으로서, 적절한 전시를 위한 상세한 도표와 지침이 담긴 진품 증명서로 구성된다.
3개의 한정판 중 두 번째 작품은 2024년 11월 암호화폐 기업가 저스틴 선에게 620만 미국 달러에 팔렸다. 직후 그는 무대 위에서 바나나를 먹으며 이를 암호화폐 자산에 비유하고 "진정한 가치는 개념 그 자체"라고 말했다. 선은 또한 가장 최근 작품을 위해 사용된 바나나를 판매한 소더비스 앞 노점상에게서 바나나 10만 개를 구매하겠다고 밝혔다.
이 작품과 또 다른 작품은 이전에 아트 바젤 마이애미 비치에서 각각 12만 미국 달러에 팔려 상당한 언론의 주목을 받았다. 세 번째 에디션은 솔로몬 R. 구겐하임 미술관에 기증되었다.

## 배경과 설명
마우리치오 카텔란은 2016년작으로 완전히 작동하는 황금 변기인 아메리카와 같은 익살스러운 예술로 유명한 이탈리아 예술가이다. 그는 이전에 1999년 작품인 <퍼펙트 데이>에서 덕트 테이프로 미술상 마시모 데 카를로를 갤러리 벽에 고정시키며 덕트 테이프 매달기를 사용했다. 2019년 파리에서 열린 피악아르페어(Foire Internationale d'Art Contemporain) 미술 박람회에서 미국의 개념주의 개입주의 작가 메스 파운틴은 반쯤 먹은 크루아상을 벽에 붙여 전시했는데, 이는 <코미디언>보다 몇 달 앞선 일이었다.
<코미디언>은 신선한 바나나를 벽에 덕트 테이프로 붙인 작품으로, 바닥에서 정확히 1.6미터 위에 설치된다. 카텔란은 플로리다주, 마이애미의 식료품점에서 약 30 센트에 바나나를 구매했다. 이 작품에는 진품 증명서와 함께 적절한 전시를 위한 상세한 지침이 포함되어 있어 소유자가 작품을 전시할 때 사용할 수 있다. 바나나와 덕트 테이프는 필요에 따라 교체할 수 있으며, <코미디언>의 물리적 표현 자체가 작품은 아니다. 이 작품은 카텔란이 15년 이상 만에 박람회를 위해 제작한 첫 번째 작품이었다. 이 작품은 앤디 워홀의 1967년 팝 아트 과일 작품과 비교되었다. 작품을 전시한 갤러리스트 엠마뉘엘 페로탕은 <코미디언>이 "세계 무역의 상징이자, 이중적 의미를 지니며, 유머를 위한 고전적인 장치"라고 말했다.

## 평가
<코미디언>은 논란의 여지가 있었으며, 로빈 포그레빈과 같은 일부 작가들은 과연 그것이 예술인지 의문을 제기했다. 가디언은 <코미디언>을 "의심스럽지만 천재적인 작품... 못말리는 패밀리에 나오는 루실 블루스의 부자들이 바나나 가격을 모르는 옛 농담을 떠올리게 한다"고 평했다. 아트넷은 이 작품이 이번 주 최악의 작품 중 하나이며, 카텔란이 "어떻게든 수집가들을 속여 덕트 테이프로 벽에 붙인 바나나를 개당 12만 달러에 팔았다. 정말이다"라고 썼다. USA 투데이는 "이 예술 작품은 정말 바나나 같다 — 말 그대로"라고 익살스럽게 말했다. 뉴스위크는 이를 "유머러스한 미니멀리즘 예술 작품"이라고 불렀고, ARTnews는 이 작품이 냉소적인지 아니면 스릴 넘치는지 질문했다. CBS 뉴스는 "올해 행사에서 가장 많이 회자된 예술 작품일 수 있다"고 보도했다. 12월 13일, 뉴욕 포스트는 <코미디언>을 표지에 실었다. 노아 샤니는 2021년 저서 <갤러리의 악마>에서 "<코미디언>은 아름답지도, 기술을 보여주지도 않으므로 뒤샹적 경로를 대표한다"고 말했다. 브라이언 C. 닉슨은 저서 <미 (그리고 바나나)>에서 "<코미디언>은 현대 미술의 거친 세계에 대한 논평이며, 문화가 예술을 어떻게 이해하고 해석하며 참여하는지를 전달한다"고 말했다.

### 구매
이 작품은 3개의 에디션으로 출시되었으며, 2개는 아트 바젤에서 각각 12만 미국 달러에 구매되었다. 세 번째 작품은 15만 미국 달러에 팔렸다. 판매 가격은 상당한 언론의 주목을 받았다. 한 에디션은 콜레트의 설립자인 사라 안델만이 구매했다.
2020년 8월, 예술가 데이미언 허스트는 이 작품을 구매할 수 없다고 언론에 불평하며 카텔란에게 자신의 작품과 교환하겠다고 제안했지만, 카텔란은 작품이 매진되었다고 답했다. 다음 달 <코미디언>은 구겐하임 미술관에 기증되었으며, 설치 및 전시 지침과 도표가 함께 제공되었다.
매우 공개적인 투어와 입찰 후, <코미디언>은 2024년 11월 20일 소더비의 "더 나우 앤 컨템포러리 이브닝 옥션"에서 520만 미국 달러(수수료 포함 624만 달러)에 팔렸으며, 이는 100만~150만 달러의 예상가를 훨씬 뛰어넘는 금액이었다. 구매자는 암호화폐 기업가 저스틴 선이었다. 11월 29일, 선은 페닌슐라 호텔 홍콩에서 열린 기자회견에서 바나나를 먹었다. 그는 언제든지 작품을 재현할 권리를 보유하지만, 여러 개의 공존하는 사본을 만들 수는 없다.
뉴욕의 과일 노점상 샤 알람은 이 작품에 사용된 바나나를 25센트에 팔았다. 알람은 판매 소식을 듣고 놀라움과 불신을 표현하며 "저는 가난한 사람입니다. 이런 돈을 가져본 적이 없어요. 이런 돈을 본 적이 없습니다"라고 말했다.
2025년 1월 현재, 구겐하임에 있지 않은 나머지 작품은 주거용 유람선 MS 더 월드에 전시되어 있으며, 언론인의 질문에 소유주를 밝히기를 거부했다.

### 개입
판매 후, 아트 바젤에 전시되어 있는 동안 조지아의 행위 예술가 데이비드 다투나는 이 작품을 먹어치웠으며, 그는 이를 <굶주린 예술가>라는 개입이라고 불렀다. 바나나는 그날 늦게 교체되었다. 그에게는 법적 조치가 취해지지 않았지만, 떠나달라는 요청을 받았다. 다투나는 "우리가 물질주의로 인식하는 것은 사회적 조건화에 불과하다. 어떤 사물과의 의미 있는 상호작용도 그것을 예술로 만들 수 있다. 나는 굶주린 예술가이며, 새로운 상호작용에 굶주려 있다"고 말했다.
2023년 4월, 리움미술관에 전시된 작품이 학생 노현수에 의해 먹혔고, 그는 껍질을 다시 벽에 테이프로 붙였다. 왜 먹었냐는 질문에 그는 아침 식사를 거르고 배가 고팠다고 답했다.

### 해석
수많은 홍보 후, 여러 평론가들은 <코미디언>을 풍자하거나 해석했다. 디자이너 세바스티안 에라주리스는 벽에 딜도를 덕트 테이프로 붙이고 12,000미국 달러에 판매 목록에 올렸다. 암호화폐 예술가 크립토그래피티는 "수집가들에게 비트코인 키 주소가 새겨진 바나나를 찾아 소유하도록 지시한" <더 커모디티>를 만들었다. 배우 브룩 실즈는 이마에 파란 테이프로 바나나를 붙이고 인스타그램에 "비싼 셀프카메라"라는 캡션과 함께 게시했다. 디자이너 시몬 포르트 자크뮈스는 "덕트 테이프로 붙인 노란색 마이크로 르 치키토 백을 게시하면서 상품화 기회를 만들었다." 파파이스 치킨은 마이애미의 산 폴 갤러리 어반 아트와 협력하여 흰 벽에 덕트 테이프로 붙인 치킨 샌드위치인 <더 샌드위치>를 만들었다. 이 작품은 120,003.99 미국 달러에 판매되었으며 "그 자체로 바이럴 센세이션이 되었다." 뉴욕 메츠, 버거킹, 호스티스, 페리에, 까르푸, 스위트그린, 압솔루트 및 보비 브라운을 포함한 다른 여러 브랜드들도 이를 따랐다.

## 철거
2019년 12월 8일 아침, <코미디언>은 박람회에서 철거되었다. 큐레이터들은 관람객들이 줄을 서서 다른 작품이 손상될 것을 우려하여 작품을 제거했다. 철거 후 갤러리는 다음과 같은 성명을 발표했다. 
<코미디언>은 단순한 구성으로 궁극적으로 우리 자신에 대한 복잡한 성찰을 제공했다. 이 기억에 남는 모험에 참여해주신 모든 분들과 동료들에게 진심으로 감사드린다. 오늘 <코미디언>에 참여할 수 없게 된 모든 박람회 방문객들에게 진심으로 사과드린다.
철거 후 페로탕은 이 작품을 위한 소셜 미디어 계정을 만들었다. 이 작품이 전시되었던 벽 중 하나는 나중에 립스틱으로 "엡스타인은 자살하지 않았다" [sic]는 문구로 훼손되었고, 미술 박람회 측에서 곧 이를 덮었다.

## 소송
예술가 조 모포드는 2000년 작품 <바나나 & 오렌지>의 저작권 침해를 이유로 카텔란을 고소했다. <바나나 & 오렌지>는 두 개의 녹색 패널에 덕트 테이프로 붙인 플라스틱 과일 모형을 특징으로 한다. 모포드는 <코미디언>과 <바나나 & 오렌지> 사이의 유사성을 주장하며, <코미디언>이 <바나나 & 오렌지>를 부당하게 복사했다고 주장하며 저작권 침해 소송을 제기했다. 모포드는 또한 카텔란이 자신의 작품을 보았고 그것에 영향을 받았을 수도 있다고 주장했다. 2023년 6월 9일, 플로리다 남부지방 법원의 로버트 N. 스콜라 주니어 미국 지방법원 판사는 카텔란의 요약 판결 신청을 승인하여 재판 전 사건을 종결시켰다.

## 같이 보기
- 2019년 미술